# Otto Schilling-Trygophorus
Otto Schilling-Trygophorus (* 8. Februar 1888 in Bensheim; † 8. Juni 1976 in Darmstadt) war ein deutscher Jurist und Musikwissenschaftler.

## Leben
Otto Schilling-Trygosophorus war der Sohn des Darmstädter Landgerichtsdirektors Max Schilling-Trygophorus. Nach dem Abitur am Ludwig-Georgs-Gymnasium in Darmstadt im Jahre 1907 wurde er an der Akademie für Tonkunst Darmstadt im Fach Violine ausgebildet. Es folgte ein Studium der Rechtswissenschaften an den Universitäten in Gießen, Leipzig, München und Heidelberg, wo er zum Dr. jur. promovierte.
Anschließend belegte er noch Studiengänge  in den Fächern Theologie, Ethik, Philosophie sowie Musikwissenschaften.
Mit seiner hermeneutischen Arbeitsweise stellte er die inneren Beziehungen zwischen Religion, Ethos, Glaube und Weltanschauung einerseits und der Musik andererseits dar. Von 1923 machte er seine Erkenntnisse, die sich mit der Musik und den Musikern (vornehmlich Ludwig van Beethoven) der Klassik und der Romantik befassten, in Fachzeitschriften öffentlich. Er befasste sich außerdem mit Konzertkritiken.
Seine Bibliothek und seine Manuskripte fielen vollständig den Bomben des Zweiten Weltkrieges zum Opfer.
Er vermachte der Gießener Universitätsbibliothek im Jahre 1972 den Nachlass seines Großvaters Gustav Schilling (1815–1872). Die Anregung hierzu gab Walter Asmus.
Der Komponist Christoph Graupner war sein Vorfahre in sechster Generation (mütterlicherseits).

## Werke (Auswahl)
- 1923 Beethovens Missa solemnis, Musik und religiöses Bewusstsein, das musikalische Schaffen in seinen Beziehungen zur regiligiösen Erfahrung und Überzeugung
- 1927 Ludwig van Beethoven: Ethos und Religiosität

- 1931 Die Weltanschauung Beethovens und ihre Gestaltung in der 7. Symphonie, Zeitschrift für Ästhetik und allgemeine Kunstwissenschaft 25, S. 117–142
- 1933 Das Ethos des Klanges in Beethovens Violinkonzert, neues Beethoven-Jahrbuch 5
- 1954 Die Entdeckung der Matthäuspassion durch Felix Mendelssohn Bartholdy und Eduard Devrient
- 1961 Antonio Vivaldi und Philipp von Hessen
- Johann Sebastian Bach: Reformations-Kantate (1735) „Gott der Herr ist Sonn' und Schild“, Nr. 79 der Bach-Ausgabe
- 1965 Gestalt aus dem Leid. Eine Deutung der symphonischen Werke Ludwig van Beethovens
- 1968 Christoph Graupner und Johann Stamitz: Wegbereiter neuen deutschen Instrumentalstils